# Alekséievka (Novossibirsk)
Alekséievka — Алексеевка (rus)—és un poble de l'óblast de Novossibirsk, a Rússia, que en el cens del 2010 tenia 343 habitants, pertany al districte de Novossibirsk.